# Monocyphoniscus
Monocyphoniscus är ett släkte av kräftdjur. Monocyphoniscus ingår i familjen Trichoniscidae.
Kladogram enligt Catalogue of Life:
| Monocyphoniscus | \| \| Monocyphoniscus babadagensis \| \| \| \| \| \| Monocyphoniscus bulgaricus \| \| \| \| \| \| Monocyphoniscus loritzi \| \| \| \| |
|                 | \| \| Monocyphoniscus babadagensis \| \| \| \| \| \| Monocyphoniscus bulgaricus \| \| \| \| \| \| Monocyphoniscus loritzi \| \| \| \| |
|                 | Monocyphoniscus babadagensis |
|                 | |
|                 | Monocyphoniscus bulgaricus |
|                 | |
|                 | Monocyphoniscus loritzi |
|                 | |